# کیجه کاگامه
کِیجه کاگامه (فرانسوی: Kayije Kagame‎؛ زادهٔ ۱۹۸۷) هنرمند و بازیگر معاصر رواندایی-سوئیسی است.

## زندگی و حرفه
کاگامه در سال ۱۹۸۷ در یک خانواده رواندایی در ژنو زاده شد. پدرش، فاوستین، روزنامه‌نگار سیاسی برجسته و مشاور رئیس جمهور رواندا، پل کاگامه (بدون نسبت خانوادگی) است. مادرش معلم تاریخ و زبان فرانسوی است. شیاکا کاگامه فیلمساز، برادر اوست. کِیجه در سن ۱۹ سالگی به بازیگری علاقمند شد و توسط یک کارگردان تئاتر ایتالیایی در رم پیشنهاد بازی در یک نمایش را دریافت کرد. او پس از یک سال تحصیل در کنسرواتوار موسیقی ژنو در رشته تئاتر، در سال ۲۰۱۰ در مدرسه ملی هنر و فنون تئاتر لیون ثبت نام کرد و در سال ۲۰۱۳ در رشته بازیگری دانش‌آموخته شد. او در سال ۲۰۱۴ در یک برنامه آموزشی تابستانی در نیویورک به میزبانی کارگردان تئاتر رابرت ویلسون شرکت کرد. او تا سال ۲۰۱۵ در این کارگاه تجربی ویژه هنرمندان جوان و نوظهور، به یادگیری و اجرا پرداخت.
او در زمینه طراحی و ساخت پرفورمنس آرت، هنر صوتی، هنر چیدمان و فیلم کوتاه فعالیت دارد و برخی از اجراهایش را به صورت مشترک با هنرمندان دیگر در سبک‌های گوناگون به انجام می‌رساند. کاگامه در سال ۲۰۲۲ با همکاری هوگو رادی فیلم کوتاه شیفت شب را کارگردانی کرد. در همان سال، او نخستین نقش سینمایی خود را در فیلم سن اومر ساخته آلیس دیوپ ایفا کرد. او در این فیلم، نقش رمان‌نویس جوانی که در دادگاه یک زن متهم به فرزندکشی شرکت می‌کند را بازی کرده است.

## فیلم‌شناسی

### بازیگر
- سن اومر (۲۰۲۲)
- ۲۴ ساعت از زندگی یک زن (سریال، ۱ قسمت، ۲۰۲۱)

### کارگردان
- شیفت شب (فیلم کوتاه، ۲۰۲۳)